# Costa Rymill

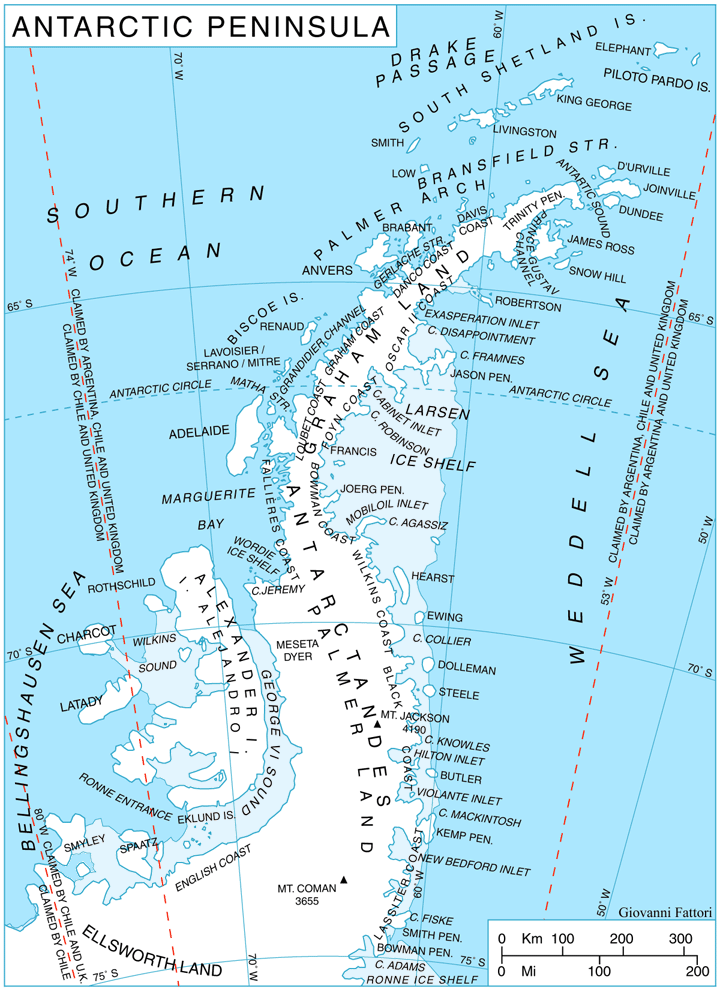
Localización de la costa Rymill frente a la isla Alejandro I.

La costa Rymill (del inglés: 'Rymill Coast') es la porción de la costa oeste de la península Antártica (extremo noroeste de la Tierra de Palmer), entre el cabo Jeremy (69°24′S 68°51′O / -69.400, -68.850), límite con la costa Fallières de la Tierra de Graham, y los nunataks Buttress (72°21′S 66°50′O / -72.350, -66.833), límite con la costa English. Los Antartandes separan a la costa Rymill de las costas ubicadas del lado oriental de la península Antártica: la costa Wilkins y la costa Black. El canal Jorge VI (o Presidente Sarmiento) separa a la costa Rymill de la isla Alejandro I (o Alexander). Parte de la costa corresponde a la meseta Dyer. 
El área fue en parte fotografiada desde el aire por Lincoln Ellsworth el 23 de noviembre de 1935. La Expedición Británica a la Tierra de Graham obtuvo más fotografías aéreas de la región entre octubre y noviembre de 1936. Otras expediciones aéreas fotografiaron la costa Rymill posteriormente: el Servicio Antártico de los Estados Unidos en 1940, el Falkland Islands Dependencies Survey del Reino Unido entre 1948 y 1950 (partiendo desde la isla Stonington), la Expedición de Investigación Antártica de Ronne en 1947 y la Armada de los Estados Unidos en 1966.
El nombre de costa Rymill fue establecido por el Comité de Topónimos Antárticos del Reino Unido en 1985 para honrar a John Rymill, líder de la Expedición Británica a la Tierra de Graham.

## Reclamaciones territoriales
La Argentina incluye a la costa Rymill en el Departamento Antártida Argentina dentro de la Provincia de Tierra del Fuego, Antártida e Islas del Atlántico Sur; para Chile forma parte de la Comuna Antártica de la Provincia Antártica Chilena dentro de la Región de Magallanes y de la Antártica Chilena; y para el Reino Unido integra el Territorio Antártico Británico. Las tres reclamaciones están restringidas por los términos del Tratado Antártico.
Nomenclatura de los países reclamantes:
- Argentina: -
- Chile: -
- Reino Unido: Rymill Coast